# Tonghai

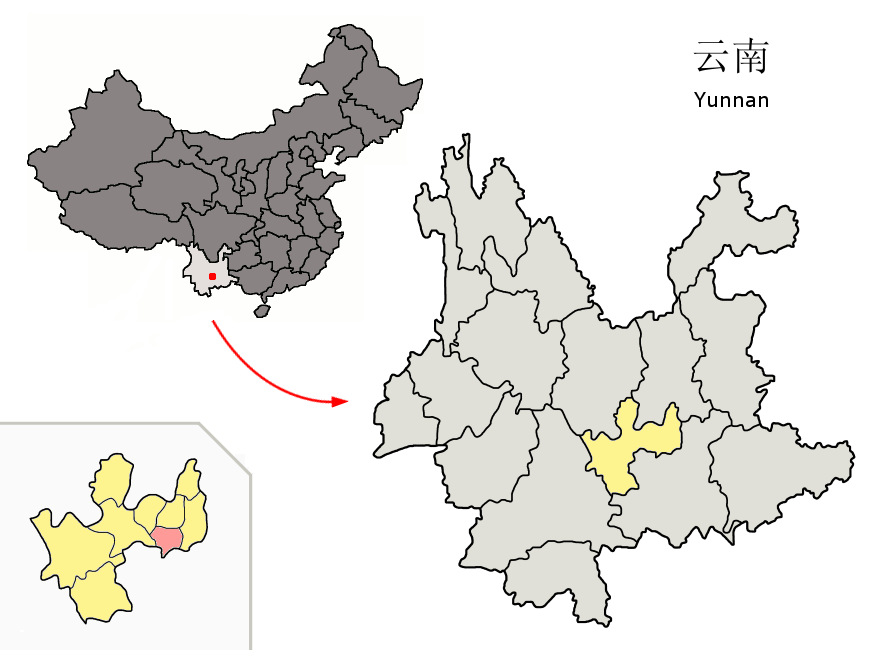
Lage des Kreises Tonghai (rosa) in der bezirksfreien Stadt Yuxi (gelb)

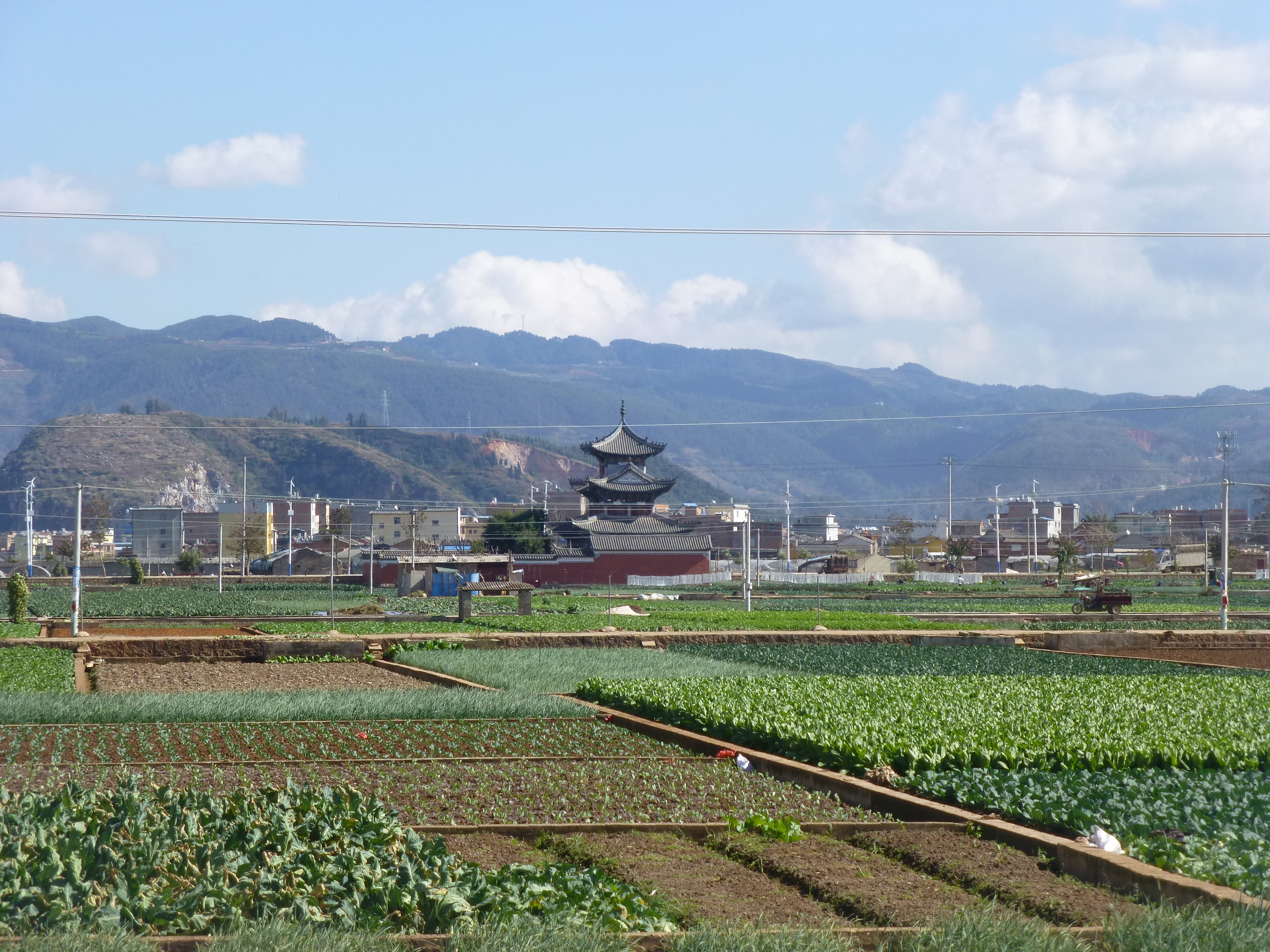
Kreis Tonghai

Der Kreis Tonghai (通海县,  Tōnghǎi Xiàn) ist ein Kreis der bezirksfreien Stadt Yuxi in der chinesischen Provinz Yunnan. Die Fläche beträgt 741 Quadratkilometer und die Einwohnerzahl 289.891 (Stand: Zensus 2020). 1999 zählte Tonghai 260.617 Einwohner.
Im Kreis Tonghai lag das Epizentrum des Erdbebens vom 5. Januar 1970, das eine Magnitude von 7,7 hatte und mindestens 10.000 Todesopfer forderte.

## Administrative Gliederung

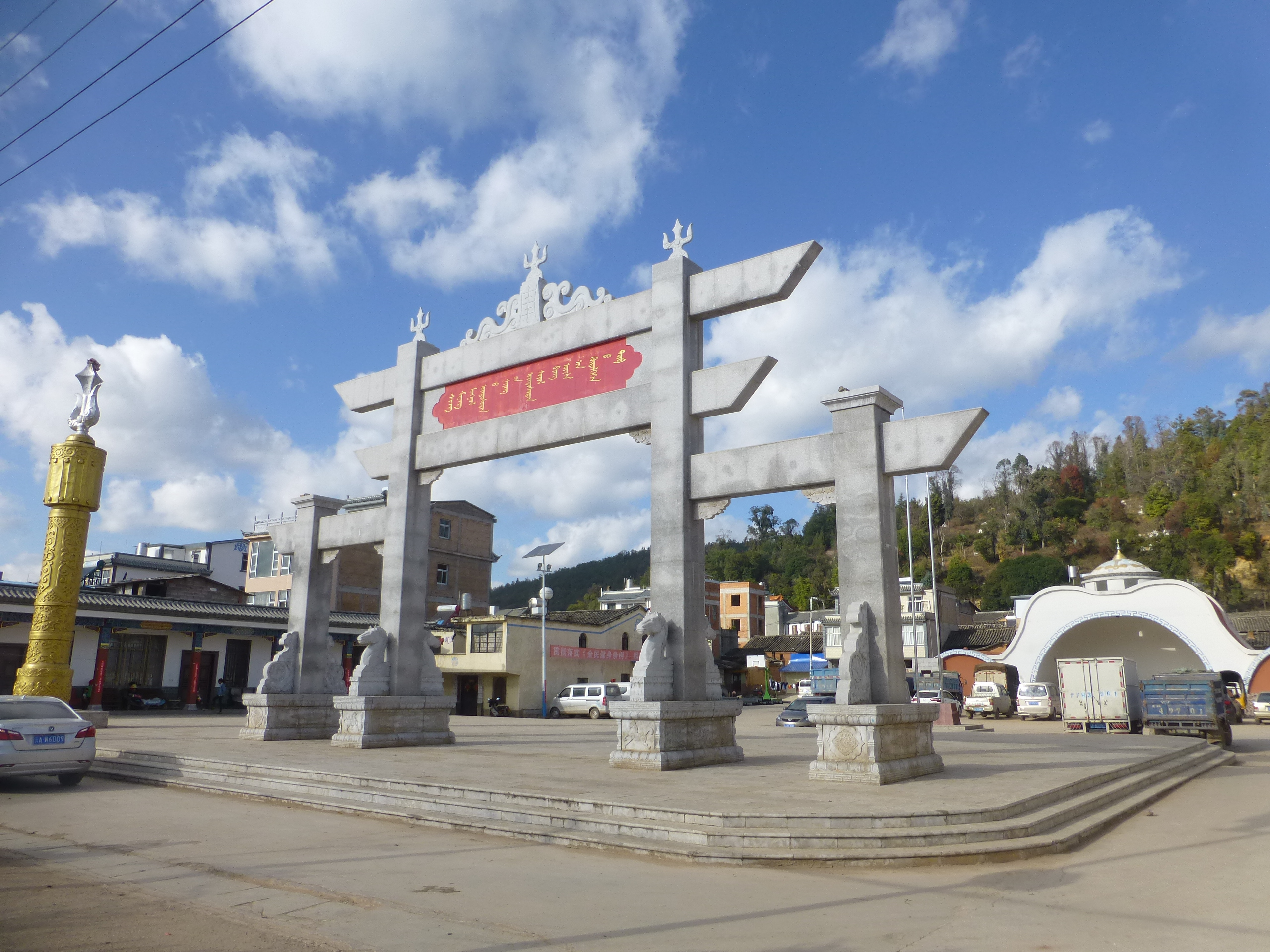
Gemeinde Xingmeng der Mongolen

Der Kreis Tonghai setzt sich aus sechs Großgemeinden und drei Gemeinden von chinesischen nationalen Minderheiten zusammen. Diese sind:
- Großgemeinde Xiushan (秀山镇)
- Großgemeinde Yangguang (杨广镇)
- Großgemeinde Jiujie (九街镇)
- Großgemeinde Hexi (河西镇)
- Großgemeinde Sijie (四街镇)
- Großgemeinde Nagu (纳古镇)

- Gemeinde Lishan der Yi (里山彝族乡)
- Gemeinde Gaoda der Dai und Yi (高大傣族彝族乡)
- Gemeinde Xingmeng der Mongolen (兴蒙蒙古族乡)

## Sehenswürdigkeiten
Die traditionelle Architektur des Xiushan (Xiushan gu jianzhuqun 秀山古建筑群) aus der Zeit der Yuan-Dynastie bis in die Zeit der Republik steht seit 2006 auf der Liste der Denkmäler der Volksrepublik China (6-743).